# Hugo Basto
Hugo Cerqueira Pinto Basto, noto semplicemente come Hugo Basto (Amarante, 14 maggio 1993), è un calciatore portoghese, difensore del Leixões.

## Caratteristiche tecniche
È un difensore centrale.

## Carriera
Ha esordito in Primeira Liga il 22 febbraio 2015 disputando con l'Arouca il match contro il Rio Ave vinto 1-0.

## Palmarès

### Club

#### Competizioni nazionali
- Segunda Liga: 1

Estoril Praia: 2020-2021